# Pietro Cantini
Pietro Cantini (Florencia, 20 de febrero de 1847-Suesca, 22 de enero de 1929) fue un arquitecto italiano que vivió 49 años en Colombia, en donde realizó buena parte de su obra. Algunas de sus obras han sido declaradas Monumento Nacional en Colombia. Por recomendación suya viajaron otros artistas y arquitectos europeos a dicho país como Antonio Faccini, Luigi Ramelli y Césare Sighinolfi y fue profesor de otros grandes arquitectos colombianos en la Escuela de Arquitectura fundada por él.

## Biografía
Nació en la ciudad de Florencia el 20 de febrero de 1847, hijo de Michele Cantini y Elisabetta Loi, fue el menor de 13 hermanos y fue bautizado con el nombre de Pietro Doménico Antonio Francesco Cantini.  A los 20 años realizó sus estudios de ingeniería en el Colegio Militar y posteriormente se especializó en arquitectura en la Escuela de Bellas Artes de Florencia en donde también fue profesor.
En 1879 su compañero Césare Fortini le informa que en Colombia (entonces Estados Unidos de Colombia) se está requiriendo de un arquitecto para la construcción del Palacio de Gobierno. Viaja a París en donde firma un contrato con el vicecónsul colombiano Rafael García por 5 años, el 2 de noviembre de 1880.
Se trasladó al puerto de Saint-Nazaire en donde tomó el vapor "El Labrador" el 6 de noviembre, llegando al puerto de Sabanilla (actualmente en Puerto Colombia). A su llegada a Bogotá, el presidente Rafael Núñez ratificó su contrato. Desde entonces, los Estados Unidos de Colombia fueron su país de residencia, conservando su nacionalidad de origen, y solo se ausentó brevemente en 1888.  En ese país conoció a la italiana Pía Sighinolfi, hija del escultor Césare Sighinolfi con quien contrajo matrimonio el 4 de junio de 1883 en la Iglesia de Las Nieves de Bogotá y con quien tuvo dos hijos. También fue profesor de arquitectura en la Universidad Nacional de Colombia y fundó una Escuela de Arquitectos en octubre de 1886, la cual se integró años más tarde a la Escuela de Bellas Artes de la ciudad.

## Obras

### Capitolio Nacional de Colombia

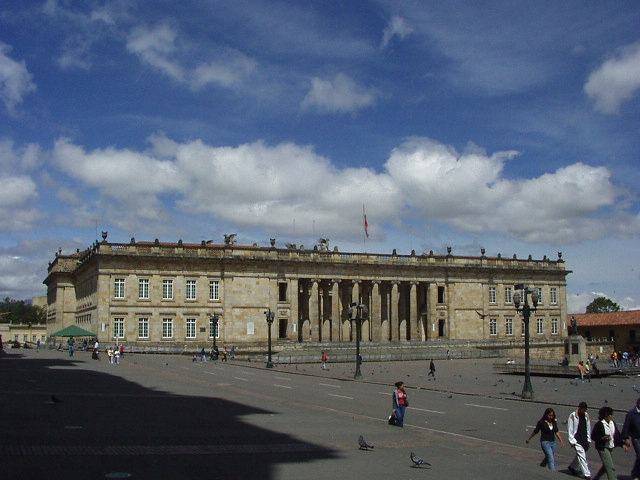
Capitolio Nacional en la Plaza de Bolívar de Bogotá.

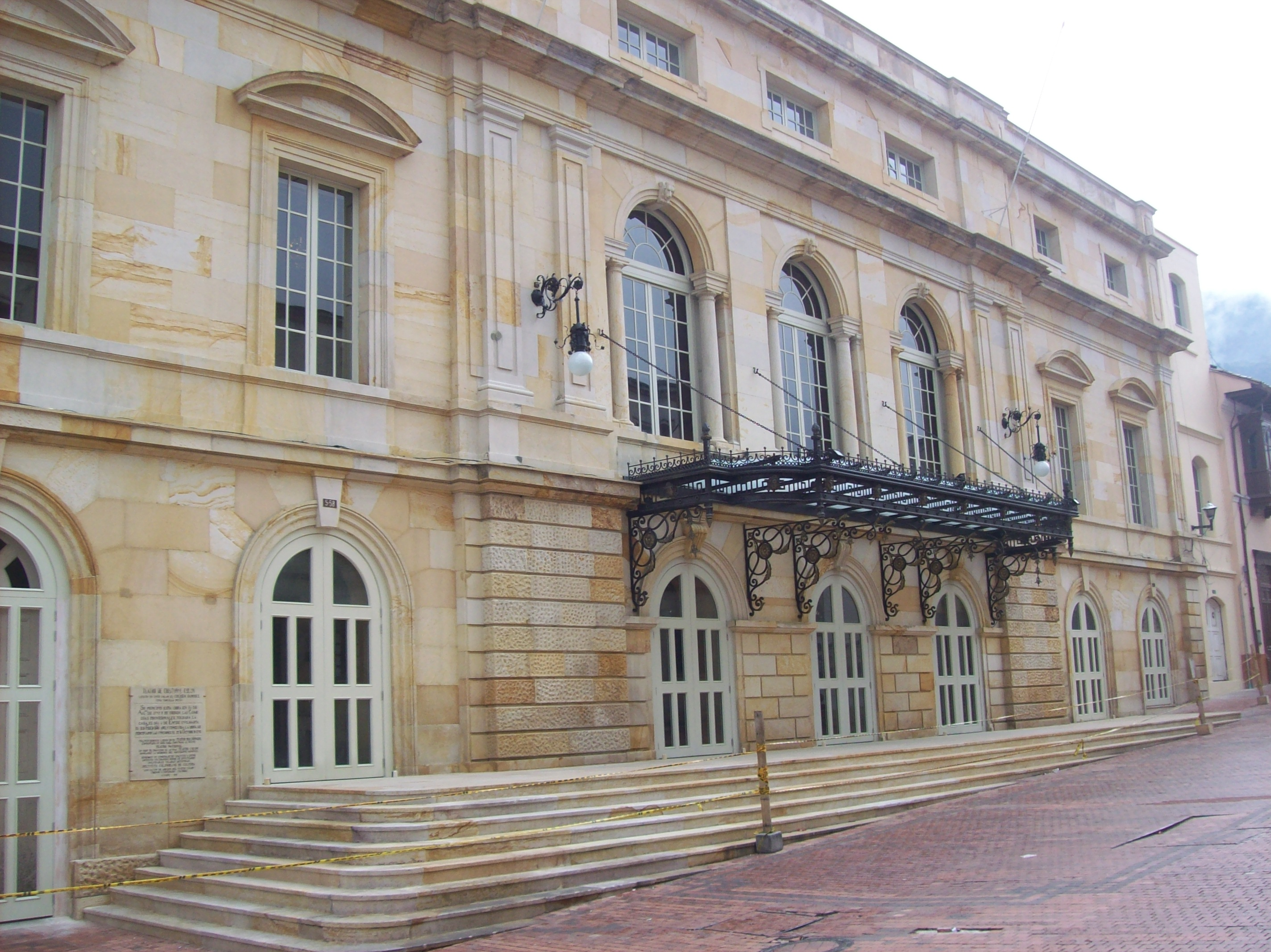
El teatro de Cristóbal Colón en La Candelaria.

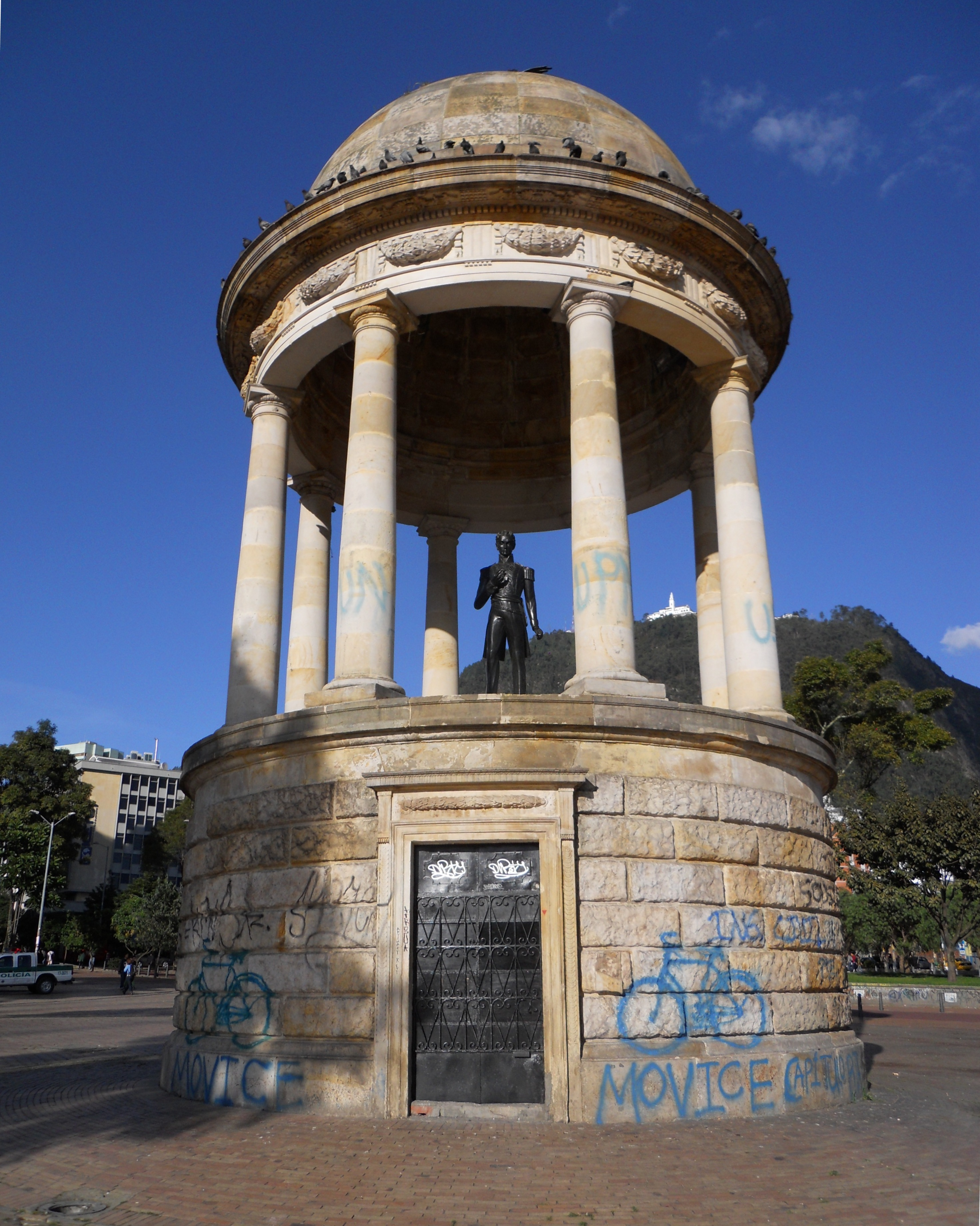
Templete del Libertador en el Parque de los Periodistas de Bogotá.

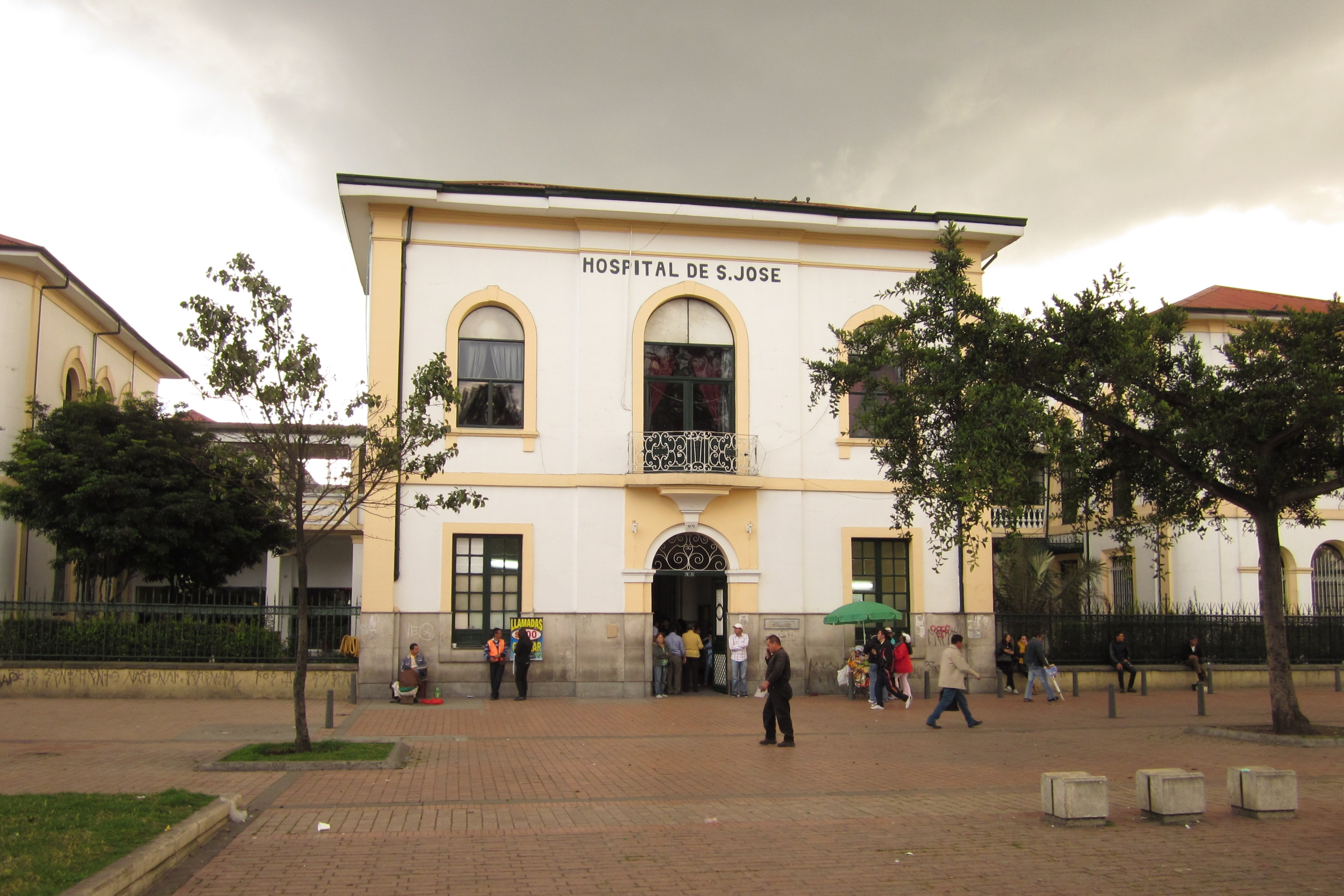
Hospital San José en la localidad de Los Mártires.

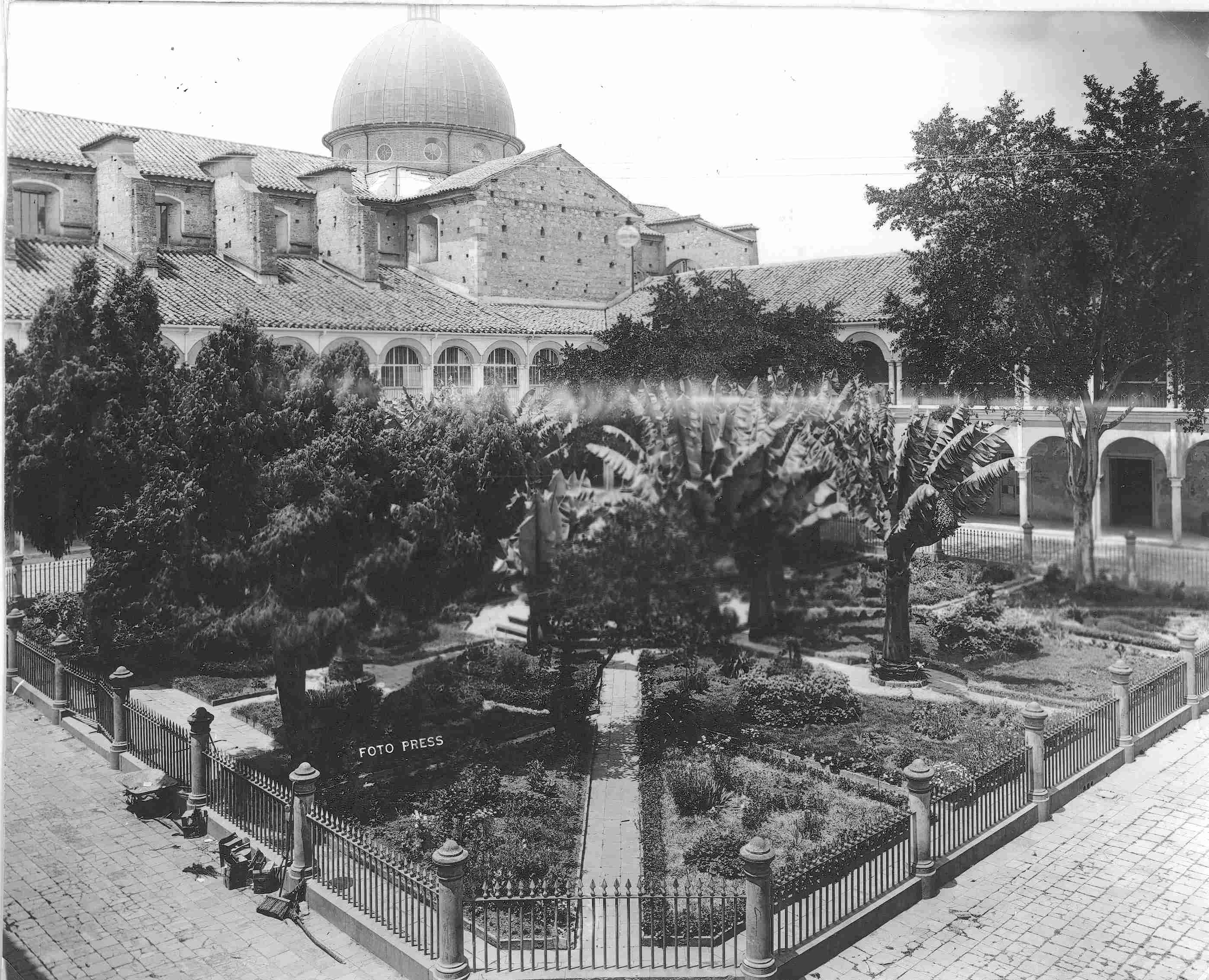
Cúpula de la iglesia de Santo Domingo.

El Capitolio Nacional se comenzó a construir el 20 de julio de 1848 bajo el gobierno de Tomás Cipriano de Mosquera, el diseño inicial fue del arquitecto danés Thomas Reed. Las continuas guerras civiles obligaron a suspender las obras durante mucho tiempo. A su llegada a Colombia, Cantini retoma su construcción después de varios años de estar suspendida, pero en el análisis de la primera etapa decide reformar el frontis del edificio.
Ante este cambio en el proyecto, el escritor Rafael Pombo publicó unas críticas en los diarios nacionales y a su vez presentó dos contraproyectos, los cuales son consultados ante la Academia de Bellas Artes de San Lucas en Roma, inclinándose por la propuesta de Cantini.
Las obras se desarrollan normalmente hasta 1885, cuando se tiene lugar a una guerra civil que limitó el presupuesto hasta el punto de la suspensión de todos los trabajos de construcción. Posterior a ello, Pietro Cantini se dedica a la construcción del teatro nacional y cuando se reanudan los trabajos del Capitolio en 1891 se designó a Antonio Clopatofsky quien se basó en los planos de Cantini para continuar la obra, seguido años después por el francés Gastón Lelarge. No obstante, más adelante sería nuevamente interrumpido el trabajo y solo hasta el 7 de agosto de 1926 se inauguró el Capitolio, 78 años después de su iniciación.

### Teatro de Cristóbal Colón
El Presidente de la República confió a Cantini la construcción del Teatro Nacional en el sitio donde antiguamente estaba el Teatro Maldonado para el cual expidió el decreto 601 del 14 de septiembre de 1885. El diseño elaborado por el arquitecto contemplaba la expropiación de algunos terrenos aledaños ya que se requería un área de 2400 m². La primera piedra se puso el 5 de octubre de 1885 y como inspector general Cantini nombró a Eugenio Moreno, quien se hizo cargo de las obras durante el viaje de Cantini a Italia. Aunque en marzo de 1889 terminó el contrato firmado con el gobierno, trabajó gratuitamente hasta 1891, cuando firmó un nuevo contrato. El teatro se inauguró el 12 de octubre de 1892 como parte de las celebraciones del IV centenario del Primer desembarco de Cristóbal Colón, por lo cual se le otorgó el nombre de Cristóbal Colón. Las obras de ornamentación continuaron sin embargo hasta el 26 de octubre de 1895 cuando estrenó oficialmente con la ópera Ernani de Giuseppe Verdi. Cantini no fue invitado y solo treinta años más tarde se le realizó un homenaje en el teatro. El Teatro Colón fue declarado Monumento Nacional. Finalmente, Pietro Cantini se encargó del templete.

### Templete del Libertador
El 24 de julio de 1883 la ciudad festejó el centenario del nacimiento de Simón Bolívar con la construcción del parque Centenario en el sector de San Diego. Cantini lo diseñ̟o y dirigió los trabajos de construcción entre 1882 y 1884. También diseñó el Templete del Libertador, inspírado en el Templo de Vesta en Roma, y que alberga una estatua elaborada por la Casa Desprey de París basada en el boceto de Alberto Urdaneta. Sobre el templete se colocó una estatua de un cóndor también elaborado por Desprey.
La ornamentación estuvo a cargo del suizo Luigi Ramelli. La estatua posteriormente fue reemplazada por una elaborada por Ricardo Acevedo Bernal que permaneció hasta 1958. Durante 15 años el templete estuvo sin estatuas en su interior. Cuando se construyó la actual Avenida El Dorado, el templete se trasladó al Parque de los Periodistas en la Avenida Jiménez. La estatua que actualmente se encuentra en el templete fue elaborada por el artista peruano Gerardo Benítez el 25 de mayo de 1973.

### Hospital San José
El hospital San José se construyó a partir del 14 de agosto de 1904 en un terreno de Los Mártires donado por el general Juan Valderrama a la Sociedad de Cirugía de Bogotá. En él, Pietro Cantini trabajó en forma gratuita elaborando los planos y dirigiendo su construcción basado en el hospital Policlínico Universitario de Roma. Fue el segundo hospital de la ciudad después del San Juan de Dios. Se inauguró el 8 de febrero de 1925.

### Otras obras
En Bogotá:
- Remodelación del edificio de la Biblioteca Nacional de 1881.
- Diseño de algunas calles de 1883.
- Cúpula de la iglesia de Santo Domingo de 1888.
- Primer circo de toros de la ciudad 1890.
- Capilla de Santa Isabel en la Catedral Basílica Metropolitana y Primada de la Inmaculada Concepción y San Pedro de Bogotá de 1890.
- Colegio Sagrado Corazón de 1904.
- Primer edificio de la Academia Colombiana de la Lengua en la calle Diecinueve con carrera Séptima de 1916.

Fuera de Bogotá:
- Palacio Municipal de Suesca.
- Hospital de Nemocón.
- Parroquia San Francisco de Asís de Nemocón.

.

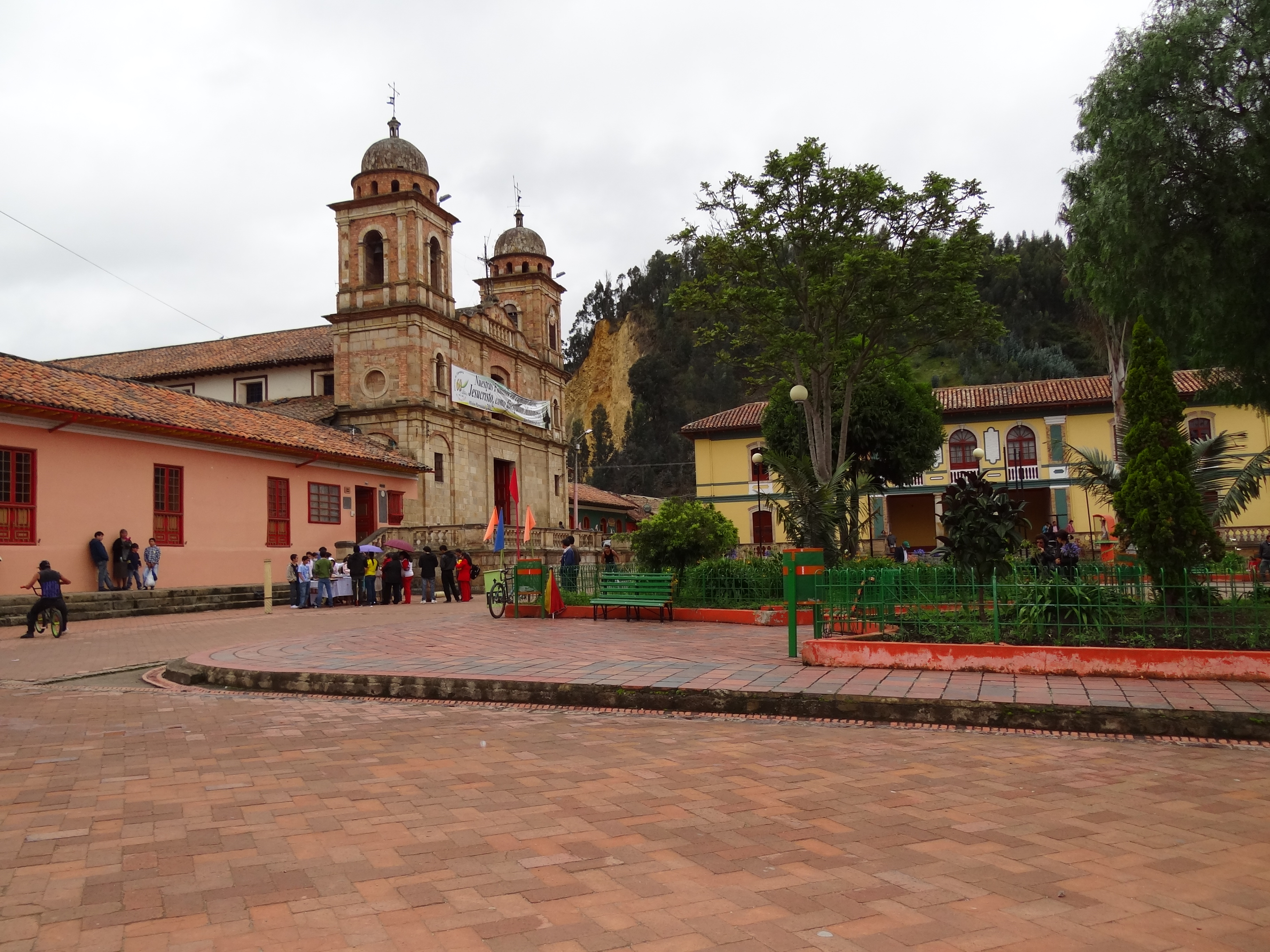
Parroquia San Francisco de Asís de Nemocón

El 25 de diciembre de 1892 el gobierno italiano le otorgó la "Orden de la Corona de Italia" en el grado de Caballero y en el grado de Gran Oficial el 2 de septiembre de 1923.
Murió el 22 de enero de 1929 en Suesca, en el departamento colombiano de Cundinamarca. Sus restos se encuentran en el cementerio de dicha población, en un mausoleo diseñado por él y adornado con una estatua elaborada por Colombo Ramelli.